# Arum euxinum
Arum euxinum là một loài thực vật có hoa trong họ Ráy (Araceae). Loài này được R.R.Mill mô tả khoa học đầu tiên năm 1983.